# براندون غونزاليز
براندون غونزاليز (بالإنجليزية: Brandon Gonzáles)‏ مواليد 24 مايو 1984 في بورتلاند، هو ملاكم محترف أمريكي يصنف ضمن فئة الوزن المتوسط.

## إحصائيات
خاض خلال مسيرته 21 نزالا، فاز في 18 وتعادل في 1 وخسر في 1. فاز بالضربة القاضية في 10 نزالات.

## روابط خارجية
- براندون غونزاليز على موقع بوكس ريك (الإنجليزية) (registration required)